# Paul-Heyse-Villa

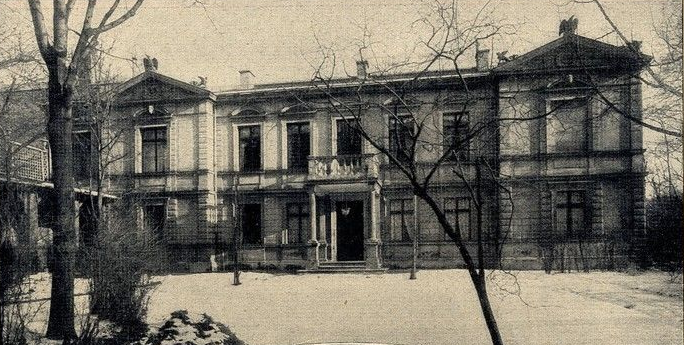
Wohnhaus von Paul Heyse, Zustand 1910

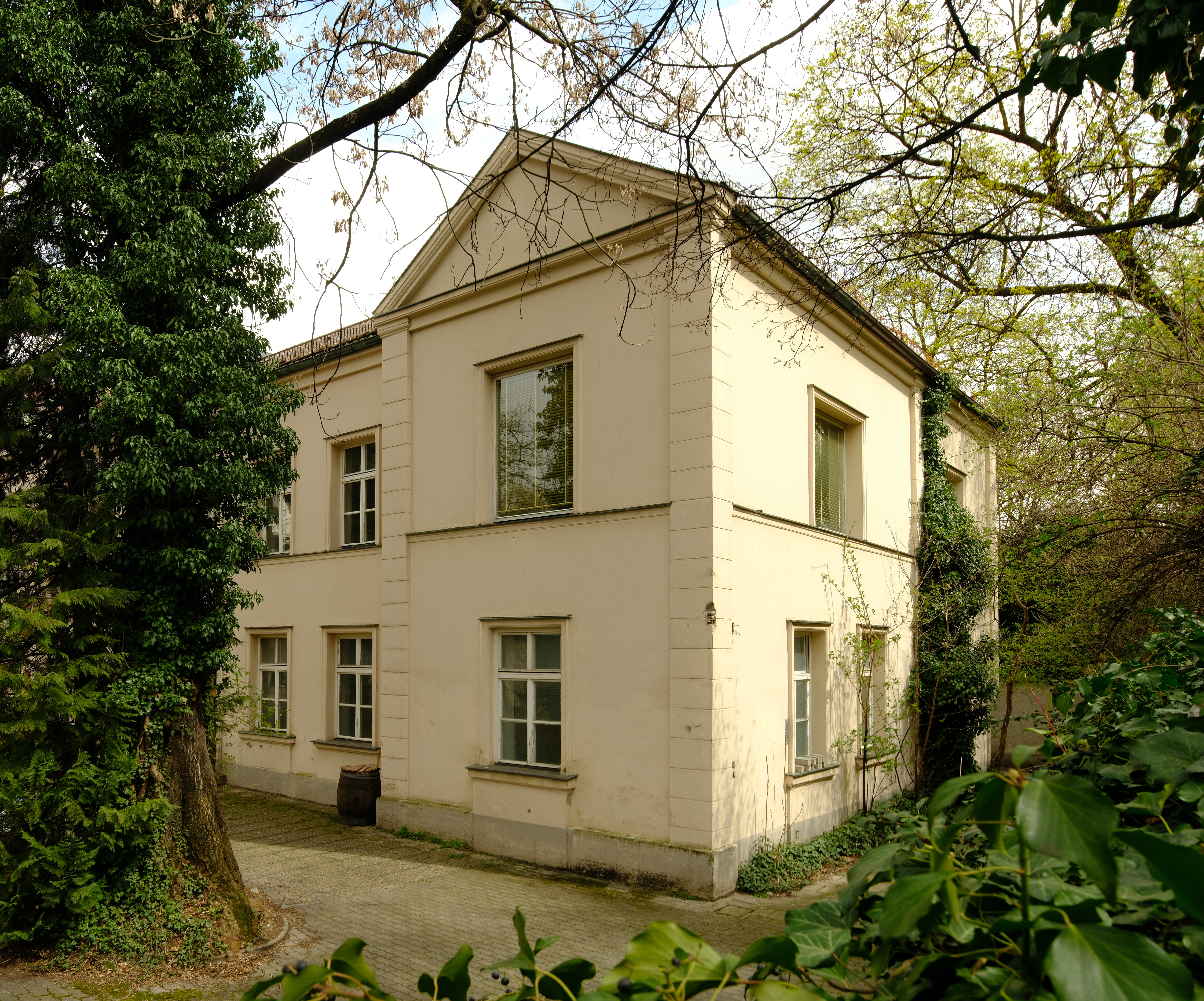
Zustand 2023

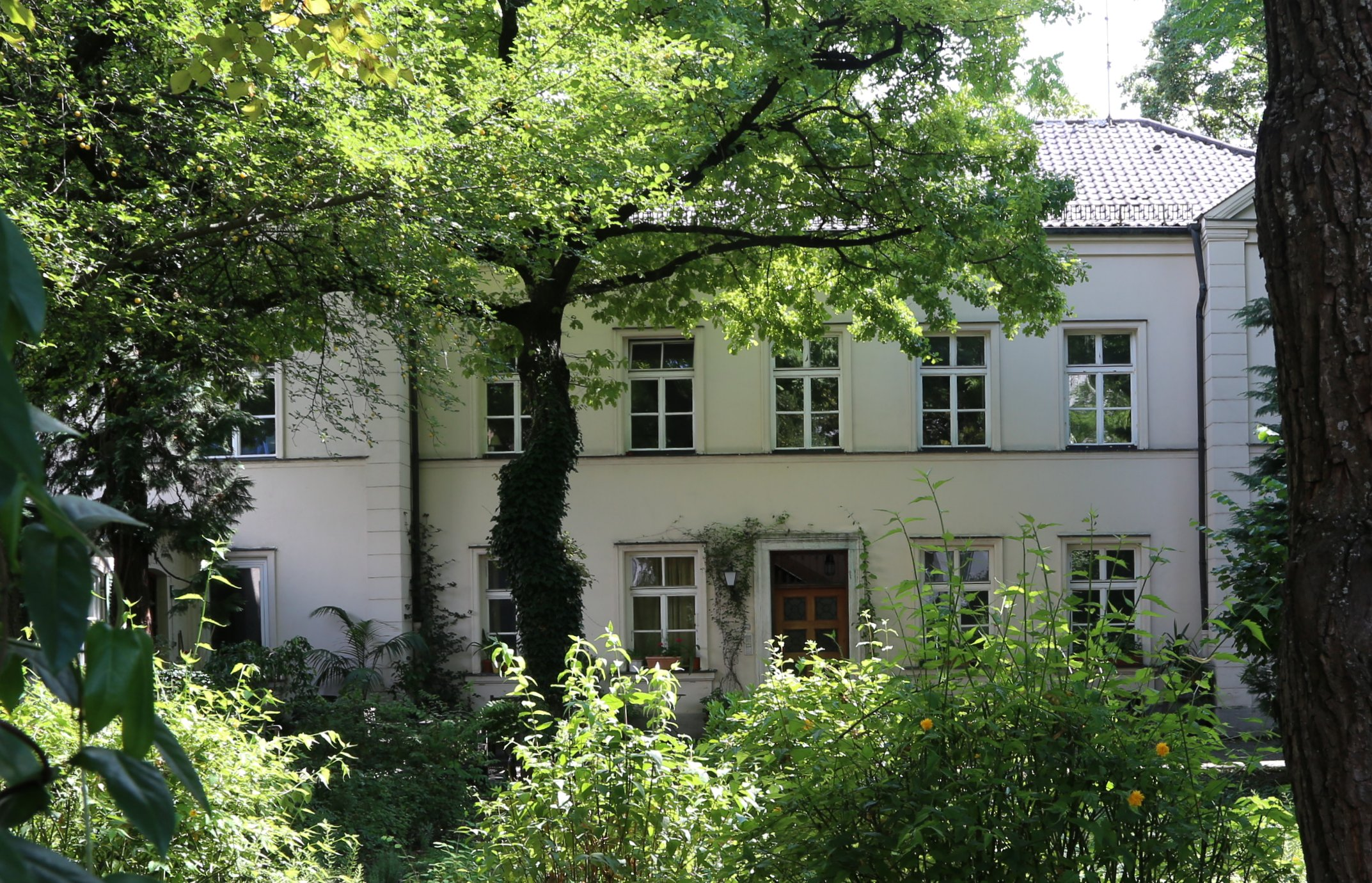
Fassade und Baumbestand (2014)

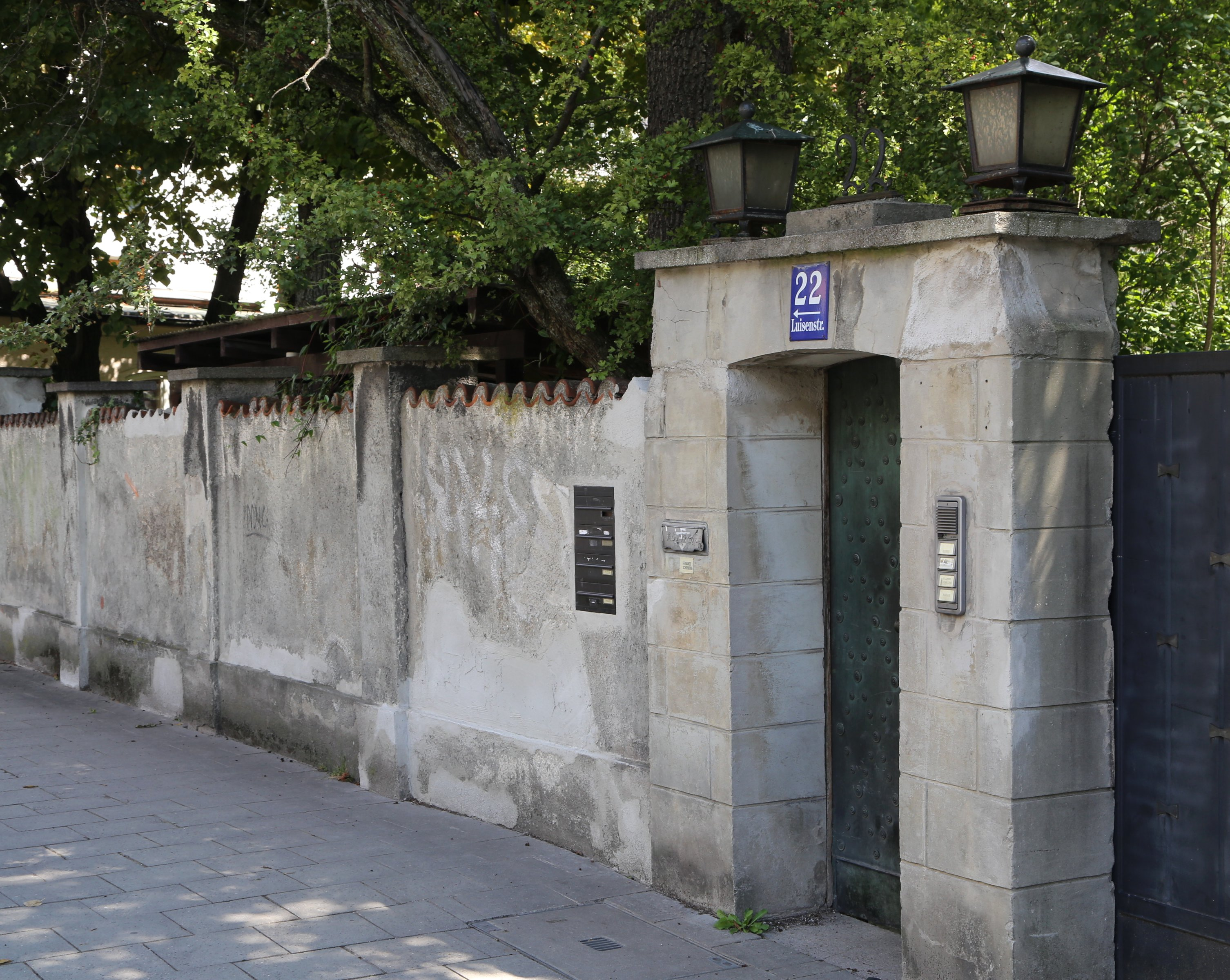
Tor und Gartenmauer

Die Paul-Heyse-Villa, auch bekannt als Heyse-Villa, heute Luisenstraße 22, ist ein villenartiger Bau im Stadtbezirk Maxvorstadt der bayerischen Landeshauptstadt München und das ehemalige Wohnhaus des Dichters Paul Heyse.
Der zweigeschossige Bau wurde in den Jahren 1873 bis 1874 nach Plänen von Gottfried von Neureuther an der Luisenstraße errichtet. Neureuther schuf einen zweigeschossigen Bau im Stil der Neurenaissance. Teile des um 1835 von dem Hafnermeister Ambrosius Seybold errichteten Vorgängerbaus bezog er mit ein. Auffällig sind die Dreiecksgiebel über Seitenrisaliten. Das Grundstück grenzt direkt an die Glyptothek, hat einen alten Baumbestand und ist von einer Mauer umgeben.
Heyse wohnte hier 30 Jahre lang. Während dieser Zeit war die Villa ein Zentrum des literarischen und kulturellen Lebens von München mit zahlreichen berühmten Gästen, darunter Franz von Lenbach, der ab 1887 gegenüber auch eine Villa gebaut hatte, das heutige Lenbachhaus, Johannes Brahms, Carl Spitzweg, Theodor Fontane, Adolph von Menzel, Thomas Mann und Joachim Ringelnatz.
Ludwig Rosner, ein Lack- und Farbenfabrikant, kaufte die Villa 1936. 1942 wurde die Villa in die Denkmalliste eingetragen. Nach Schäden im Zweiten Weltkrieg wurde das Innere durch Heinrich Weinzierl 1947/1948, die Fassade durch Walter von Breunig 1949 leicht vereinfacht wiederhergestellt. 1950 kam ein erdgeschossiger Ladenanbau von Michael Bosch hinzu.
2013 kam es zu einer Auseinandersetzung um den Bau, nachdem der damalige Besitzer Reinhard Zinkann Pläne vorgelegt hatte, die einen teilweisen oder vollständigen Abriss vorsahen, um auf dem Grundstück ein mehrgeschossiges Wohn- und Geschäftsgebäude mit Tiefgarage zu errichten. Zu diesem Zweck sollte der Denkmalschutz aufgehoben werden. Diese Pläne wurden von der Münchner Lokalbaukommission abgelehnt, woraufhin der Eigentümer vor dem Verwaltungsgericht München klagte. Ein von der Bürgerinitiative Rettet die Paul-Heyse-Villa initiiertes Gutachten von Florian Zimmermann, Professor für Architekturgeschichte und Denkmalpflege am Fachbereich Architektur der FH München, bestätigte den denkmalschützerischen Wert des Gebäudes und die Initiative sammelte 6500 Unterschriften gegen den Abriss. Der damalige Münchner Kulturreferent Hans-Georg Küppers nannte die Villa einen „auratischen Ort der Literaturgeschichte“ und lehnte den Abriss ab, da eine Verantwortung für „das literarische Gedächtnis der Stadt München“ bestehe.
Der zuvor von Zinkann mit den Planungen betraute Architekt Carlos Graf Maltzan kaufte das Anwesen im August 2015 und modifizierte die Planungen dahingehend, dass nun die Villa erhalten werden sollte, nur der Anbau sollte abgerissen und auf dem Grundstück ein Wohnhaus mit Tiefgarage gebaut werden. Der Baumbestand müsste gefällt werden. Auch diese Planungen wurden abgelehnt, da so die Villa verdeckt und zum Hinterhaus würde.
2017 wurde berichtet, dass Stadt und Eigentümer zu einer Einigung gelangt seien, die einen „maßvollen Neubau“ auf dem Grundstück vorsähe, nachdem das Verwaltungsgericht einen Denkmalschutz für die Gesamtanlage verneint hatte. Stand 2022 waren die bisherigen Mieter ausgezogen, das Gebäude verfiel zusehends und ein Beginn von Neubau und Renovierung stand weiterhin aus.